# DC FanDome
La DC FanDome è una fiera virtuale annuale della DC Comics.
La prima edizione è andata in onda sul sito ufficiale della DC Comics in due giornate: 22 agosto e 12 settembre 2020; le due parti sono state intitolate DC FanDome: Hall of Heroes e DC FanDome: Explore the Multiverse.
La seconda edizione si è svolta il 16 ottobre 2021.

## Nascita
La fiera è stata creata e annunciata nel giugno 2020 da DC Comics e Warner Bros. in risposta alla cancellazione del San Diego Comic-Con International a causa della pandemia di COVID-19.
Il trailer dell'evento è stato diffuso il 19 agosto 2020.

## L'evento
La fiera è servita per diffondere informazioni sulle novità future del mondo DC Comics: i franchise DC Extended Universe e Arrowverse, nuovi fumetti e videogiochi.

### 2020

#### 22 agosto
Durante l'evento sono stati diffusi, tra i tanti, trailer e teaser trailer di The Batman, Black Adam, The Suicide Squad - Missione suicida, Zack Snyder's Justice League, Wonder Woman 1984, Shazam! Fury of the Gods e The Flash.
La prima parte dell'evento ha raccolto 22 milioni di visualizzazioni in 220 differenti nazioni.
Collegati virtualmente, gli ospiti presenti sono stati: Matt Reeves, Robert Pattinson, Zack Snyder, Patty Jenkins, Gal Gadot, Chris Pine, Kristen Wiig, Dwayne Johnson, James Gunn, Viola Davis, Andrés Muschietti, Margot Robbie, Kaley Cuoco, Lake Bell, Alan Tudyk, Caity Lotz, Grant Gustin, Troy Baker, Nolan North, Jim Lee, Brian Michael Bendis, Grant Morrison, Mark Waid e Scott Snyder.

#### 12 settembre
La seconda parte è stata un evento on demand e ha permesso ai fan di esplorare virtualmente i vari universi della DC: serie televisive, fumetti, film, backstage e tanto altro.

### 2021
La seconda edizione della fiera si è svolta il 16 ottobre 2021, dove sono stati pubblicizzati alcuni film (The Batman, Black Adam, The Flash, Aquaman e il regno perduto e Shazam! Furia degli dei) e le nuove stagioni di alcune serie televisive, tra cui Batwoman, The Flash, Superman & Lois, Sweet Tooth e Supergirl.

### 2022
L'edizione del 2022 viene annullata agli inizi di settembre per lasciare spazio agli eventi in presenza e dal vivo.